# Sottogruppo caratteristico
In matematica, un sottogruppo caratteristico di un gruppo {\displaystyle G} è un sottogruppo {\displaystyle H} tale che {\displaystyle \phi (H)=H} per ogni automorfismo {\displaystyle \phi } di {\displaystyle G}. Esempi di sottogruppi caratteristici sono il sottogruppo banale {\displaystyle \{e\}} formato dal solo elemento neutro di {\displaystyle G}, {\displaystyle G} stesso, il centro e il sottogruppo derivato di {\displaystyle G}.

## Esempi
- Il centro di un gruppo {\displaystyle G} è sempre un sottogruppo caratteristico. Infatti, dato un elemento {\displaystyle g\in Z(G)}, abbiamo che {\displaystyle (\forall h\in G)gh=hg}. Ma allora, dato {\displaystyle \phi } automorfismo, abbiamo che {\displaystyle \forall h\in G}:

{\displaystyle \phi (g)h=\phi (g)\phi (\phi ^{-1}(h))=\phi (g\phi ^{-1}(h))=\phi (\phi ^{-1}(h)g)=\phi (\phi ^{-1}(h))\phi (g)=h\phi (g)}
ovvero {\displaystyle \phi (g)\in Z(G)}.
- Il sottogruppo derivato di {\displaystyle G}, ovvero il sottogruppo generato dai commutatori, è caratteristico, perché l'immagine di ogni commutatore è ancora un commutatore; più precisamente,

{\displaystyle \phi ([g,h])=[\phi (g),\phi (h)]}.
- Più in generale, ogni elemento delle: serie centrale discendente, serie centrale ascendente, serie derivata, {\displaystyle p}-serie discendente, serie di Jennings è un sottogruppo caratteristico.

- Se {\displaystyle H} è l'unico sottogruppo di {\displaystyle G} di una certa cardinalità {\displaystyle n}, allora {\displaystyle H} è caratteristico, perché per ogni automorfismo {\displaystyle \phi } l'immagine {\displaystyle \phi (H)} è ancora un sottogruppo di cardinalità {\displaystyle n}. Questa condizione non è necessaria: ad esempio, se {\displaystyle G=D_{4}=\langle \sigma ,\tau \rangle } è il gruppo diedrale con 8 elementi (dove {\displaystyle \sigma } è la rotazione e {\displaystyle \tau } una riflessione), allora {\displaystyle \langle \sigma ^{2}\rangle } è un sottogruppo caratteristico (essendo il centro di {\displaystyle G}) che ha ordine 2, mentre {\displaystyle \langle \tau \rangle } è un sottogruppo non caratteristico di ordine 2.

- Ogni sottogruppo di un gruppo ciclico finito è caratteristico (perché non ve ne sono altri della stessa cardinalità).

- Sottogruppo di torsione e il sottogruppo di {\displaystyle p}-torsione

- Sottogruppo di Frattini

## Proprietà
- Ogni sottogruppo caratteristico è normale; questo segue dal fatto che un sottogruppo è normale in {\displaystyle G} se e solo se è fissato da ogni automorfismo interno. Viceversa, un sottogruppo normale può non essere caratteristico: ad esempio, il prodotto diretto {\displaystyle G=\mathbb {Z} _{2}\times \mathbb {Z} _{2}} è abeliano, per cui tutti i suoi sottogruppi sono normali, ma l'applicazione {\displaystyle \phi }, definita da

{\displaystyle \phi ((a,b))=(b,a)}
è un automorfismo che manda il sottogruppo {\displaystyle \langle (1,0)\rangle } in {\displaystyle \langle (0,1)\rangle }, non in sé.
- Siano {\displaystyle K<H<G}. Se {\displaystyle K} è caratteristico in {\displaystyle H} e {\displaystyle H} è caratteristico in {\displaystyle G}, {\displaystyle K} lo è anche in {\displaystyle G}. Non è però sufficiente una sola delle due ipotesi: né un sottogruppo non caratteristico di un sottogruppo caratteristico, né un sottogruppo caratteristico di un sottogruppo non caratteristico sono necessariamente caratteristici.